# Neue Demokratische Partei Chinas
Die Neue Demokratische Partei Chinas (NDPC; vereinfachtes Chinesisch: 中国新民党; traditionelles Chinesisch: 中國新民黨; Pinyin: Zhōngguó Xinmíndǎng) ist eine politische Partei, die in der Volksrepublik China ihren Anfang nahm und von der chinesischen Regierung verboten wurde. Sie wurde von Guo Quan, einem ehemaligen Professor an der Pädagogischen Universität Nanjing, im Jahr 2007 gegründet, nachdem er einen offenen Brief an die Staats- und Regierungschefs Hu Jintao und Wu Bangguo veröffentlicht hatte. Der zweite stellvertretende Vorsitzende der Partei ist Cunzhu Zheng, der auch ein Studentenführer in der Provinz Anhui während des Tian’anmen-Massakers im Jahr 1989 war.
Die Intention der Gründung der Partei war, soziale Probleme zu beheben und entlassene Arbeiter und Bauern, die ihr Land verloren hatten, zu vertreten.

## Über Guo Quan
Im Mai 2008 wurde Guo von der Polizei in der Nähe seines Hauses in Nanjing verhaftet. „Er versuchte eine Oppositionspartei zu gründen, sie beschuldigten ihn mit Staatsgefährdung“, teilte die Frau von Guo mit. „Sie sagten mir, dass er förmlich verhaftet worden sei, aber sie gaben mir keine Details“, sagte Li. „Sie gaben seiner Mutter einen Haufen Dokumente.“
Polizeibeamte von Nanjing schickten Guos Mutter einen Brief, in dem sie ihre Bitte um einen Anwalt ablehnten, weil der Fall ihres Sohnes „Staatsgeheimnisse“ betroffen habe. Sie sagt: „(Sie) haben meinen Sohn verhaftet und uns verboten, ihn zu besuchen und einen Anwalt zu beauftragen. Heißt das, sie werden ihn heimlich vor Gericht stellen? Ich bin aufgebracht! Mein Sohn wurde verhaftet, weil er als Menschenrechtsaktivist tätig war; wer wird nun seine Menschenrechte schützen? Ich liebe meinen Sohn, also nahm ich einen Anwalt, aber das Regime wollte nicht zulassen, dass der Anwalt den Fall annimmt. Wie konnte sein einziger Akt, einen offenen Brief an Hu Jintao zu schreiben, als Gefährdung gelten?“ Die Behörden lehnten den Antrag von Guos Familienanwalt, ihn zu besuchen, ab.
Guos Verteidiger Guo Lianhui kommentierte, dass Guo seine abweichenden politischen Ansichten öffentlich machte, woraufhin die Behörden den Staatsapparat mobilisierten, um ihn zu unterdrücken. „Mein Klient veröffentlichte eine Reihe von Artikeln mit dem Titel Demokratische Stimme und wies darauf hin, dass es in China keine Demokratie und keine Einhaltung der Menschenrechte gibt.“
Zusätzlich sagte er: „Guo Quans Handlungen entsprachen voll und ganz der verfassungsmäßigen Garantie der Meinungsfreiheit. „Gefährdung der Staatsgewalt“ kann nur durch bewaffnete Aufstände erreicht werden.“
Guo gründete die Neue Demokratische Partei Chinas, um jeden zu vertreten, der bei Landstreitigkeiten, Zwangsvertreibungen und Vorwürfen von Amtsübertretungen bei der Regierung und der regierenden Kommunistischen Partei für soziale Gerechtigkeit ersucht. Er schrieb 347 Artikel und unterbreitete der Kommunistischen Partei Chinas konstruktive Vorschläge. Allerdings wurde Guo von der Nanjing Normal University entlassen, da er angeblich gegen ihre Verfassung und die Regeln für das Verhalten der Fakultät verstoßen hatte. Daraufhin wurde Guo von der kommunistisch anerkannten Oppositionsgruppe, demokratischen Parteien und Fraktionen ausgeschlossen.
Am 15. Oktober 2009 wurde Guo zu zehn Jahren Haft verurteilt.

## Aktuell
Nach der Verhaftung des Parteigründers Guo Quan am 13. November 2008 wurde Cunzhu Zheng von anderen Parteimitgliedern in China als zweiter stellvertretender Parteivorsitzender ausgewählt. Die Website der Partei wurde im Januar 2009 erstellt. In Los Angeles und San Francisco haben sich etwa zehn chinesische politische Dissidenten und demokratische Unterstützer als Mitglied der Partei beworben und der Sitz der Partei wurde nach der Verhaftung von Guo Quan in die USA verlegt.